# Palais Ravera
Pour les articles homonymes, voir Ravera.
Le palais Ravera (en italien : Palazzo Ravera) est un bâtiment art nouveau de la ville d'Ivrée au Piémont en Italie.

## Histoire
Le bâtiment fut construit en 1906 à la demande de l'entrepreneur Stefano Ravera, descendant d'une connue famille de constructeurs du Canavais. Il décida de faire réaliser le palais après avoir pu admirer les grands palais du XIXe siècle de Genève et Zurich lors de ses fréquent voyages en Suisse. Le projet fut conçu par l'ingénieur local Romolo Peona ; ce dernier occupa aussi le poste d'assesseur municipal pour les travaux publics.

## Description
Le palais se situe sur le corso Costantino Nigra, en face de la villa Luisa. La caractéristique principale du bâtiment est représenté par sa façade nord, démarquée par sa forme ronde et par le fait d'être en surplomb sur les eaux agitées de la Doire Baltée.